# Echeveria chiclensis
Echeveria chiclensis là một loài thực vật có hoa trong họ Crassulaceae. Loài này được (Ball) A.Berger miêu tả khoa học đầu tiên năm 1930.